# Phùng Hưng
Phùng Hưng (chữ Hán: 馮興; ? – ?), nổi tiếng với tôn hiệu Bố Cái Đại Vương (chữ Hán: 布盖大王), là thủ lĩnh khởi nghĩa chống lại ách đô hộ An Nam của nhà Đường năm 791, thời Bắc thuộc lần thứ ba (602–905) trong lịch sử Việt Nam.